# Alva Day Grant
Alva Georges Day de Grant (17 d'octubre de 1920 - 2014) és una botànica estatunidenca que va dedicar la seva carrera a l'estudi de l'evolució de les plantes.
Fou professora de la Universitat de Texas a Austin, lloc des d'on va dirigir recerques i va escriure treballs científics en els camps de la biologia d'espècies i de genètica de plantes.

## Algunes publicacions
- herbert l. Mason, alva d. Grant. 1948. Some Problems in the Genus Gilia. Madrono 9: 201-220
- verne Grant, alva g. Day. 1999. Transfer of Some Species from Gilia to Allophyllum and Tintinabulum: And the Effects of the Transfer on the Generic Definition of Gilia (Polemoniaceae). 15 pp.
- susan a. Cochrane, alva g. Day. 1999. A Heterostylous Gilia (Polemoniaceae) from Central Nevada. Editor California Bot. Soc. 8 pp.
- alva g. Day, reid Moran. 1986. Acanthogilia, a New Genus of Polemoniaceae from Baja California, Mexico. Proc. of the California Academy of Sci. Editor California Acad. of Sci. 16 pp.